# Chance Warmack
Chance Warmack (* 14. September 1991 in Detroit, Michigan) ist ein ehemaliger US-amerikanischer American-Football-Spieler in der National Football League (NFL). Er spielte für die Seattle Seahawks, die Tennessee Titans und die Philadelphia Eagles als Offensive Guard. Mit den Eagles gewann er den Super Bowl LII.

## College
Warmack besuchte die University of Alabama und spielte für deren Mannschaft, die Crimson Tide, äußerst erfolgreich College Football. So konnte er etwa mit seinem Team dreimal die Landesmeisterschaft gewinnen.

## NFL
Im NFL Draft 2013 wurde er in der ersten Runde als insgesamt 10. von den Tennessee Titans ausgewählt. Er konnte sich sofort etablieren und bestritt bereits in seiner Rookie-Saison alle Spiele auf der Position des Right Guard als Starter. Auch 2014 lief er in jeder Partie auf, 2015 musste er wegen einer Knieverletzung zwei Spiele lang pausieren. 2016 konnte er auf Grund einer Handverletzung nur zwei Saisonspiele absolvieren.
Im März 2017 unterschrieb er einen Einjahresvertrag in der Höhe von 1,51 Millionen US-Dollar bei den Philadelphia Eagles. In der Saison 2017 kam er in elf Spielen zum Einsatz, dabei lief er dreimal als Starter auf. Am 4. Februar 2018 gewann er mit den Eagles den Super Bowl LII gegen die New England Patriots. Im Jahr darauf stand er in neun Spielen auf dem Feld, bevor er zum Free Agent wurde.
Nachdem er 2019 nicht gespielt hatte, einigte sich Warmack im März 2020 auf einen Einjahresvertrag mit den Seattle Seahawks. Er nahm jedoch vor Beginn der Saison die Opt-out-Möglichkeit aufgrund der COVID-19-Pandemie wahr. Am 8. Februar 2021 lösten die Seahawks den Vertrag mit Warmack auf.